# Rewolwer S&W Model 1
S&W Model 1 (No 1, S&W Tip-Up Revolver) – amerykański rewolwer kieszonkowy produkowany w drugiej połowie XIX wieku. Pierwszy rewolwer na amunicję scaloną bocznego zapłonu.

## Historia
Do roku 1857 Colt dzięki swoim patentom był monopolistą, jeśli chodzi o produkcję rewolwerów na rynek amerykański. Jednak zbliżający się termin wygaśnięcia patentów Colta spowodował intensyfikację prac nad rewolwerami w USA. Wśród firm oczekujących na możliwość wprowadzenia własnego rewolweru na rynek była firma Smith & Wesson założona w 1856 roku przez Horace Smitha i Daniela B. Wessona. Początkowo planowali oni rozpoczęcie produkcji rewolweru skonstruowanego przez Wessona, ale kiedy rozpoczęto już przygotowania do rozpoczęcia produkcji natknął się on na, należący do Rollina White’a, patent dotyczący rewolweru odtylcowego wyposażonego w bęben amunicyjny z komorami przelotowymi, zasilanego nabojami scalonymi.
Po odszukaniu White’a właściciele firmy Smith & Wesson zaproponowali mu 25 centów od każdego rewolweru wyprodukowanego przez tę firmę w zamian za wyłączność na korzystanie patentu.
Produkcję nowego rewolweru rozpoczęto w 1868 roku. Rewolwer strzelał nabojem .22 S&W Short (wymiarowo identycznym ze współczesnym nabojem .22 Short, ale elaborowanym prochem czarnym, a nie prochem bezdymnym).
Rewolwer Model 1 osiągnął duży sukces rynkowy. Po 1868 roku produkowano około 20 000 tych rewolwerów. Były one popularne szczególnie na Wschodnim Wybrzeżu, gdzie rzadko noszono broń na wierzchu, ale nadal przydawała się broń do samoobrony. Rewolwer Model 1 był produkowany do 1881 roku. S&W Model stał się podstawą do opracowania większych rewolwerów S&W Model 2 i S&W Model 1½

## Wersje
- Model 1 pierwszej serii – produkowany w latach 1857 – 1860. Posiadał lufę o zarysie ośmiokątnym i klasyczny chwyt. Nad spustem, po lewej stronie szkieletu znajdowała się mała okrągła pokrywa. Szkielet z mosiądzu lub brązu.
- Model 1 drugiej serii – produkowany w latach 1860 – 1868. Posiadał lufę o zarysie ośmiokątnym i klasyczny chwyt. Nie posiadał okrągłej pokrywy. W miejscu połączenia szkieletu z odchylaną lufą posiadał półkoliste wycięcie szkieletu (w pierwszej serii wycięcie było owalne). Szkielet z mosiądzu lub brązu.
- Model 1 trzeciej serii – produkowany w latach 1868 – 1881. Posiadał lufę okrągłą i chwyt w kształcie ptasiego dziobu. Bęben z wybraniami (w poprzednich modelach gładki). Szkielet stalowy.

## Opis
S&W Model 1 był bronią powtarzalną. Szkielet łamany. Po odchyleniu do góry lufy bęben był odłączany od broni. Mechanizm uderzeniowy kurkowy, bez samonapinania, spust okryty, wysuwał się po napięciu kurka.
Model 1 był zasilany z siedmionabojowego bębna. Łuski były usuwane po wyjęciu go ze szkieletu. Do ich odprowadzania służył trzpień zamocowany pod lufą.
Lufa gwintowana, posiadała pięć bruzd prawoskrętnych.
Przyrządy celownicze mechaniczne stałe (muszka i szczerbinka).